# 4½ Freunde
4½ Freunde ist eine deutsch-spanische Zeichentrickserie aus dem Jahr 2015 nach einer Buchvorlage von Joachim Friedrich. Sie dreht sich um die vier Freunde Kalle, Fred, Steffi und Radieschen sowie ihren eigenwilligen Hund Dandy, der als halbes Mitglied der Clique angesehen wird. Zusammen führen sie das Detektivbüro „Kalle & Co“ und lösen Kriminalfälle. Die deutsche Erstausstrahlung fand am 5. Oktober 2015 auf KiKA statt. Später wurde die Serie auch im ZDF ausgestrahlt.
Insgesamt entstanden 26 Folgen, Regie führten Juan Carlos Concha und Javier Galán. Am Drehbuch beteiligten sich Cristina Broquetas, Daniel Gonzáles, Jon Groves, Carles Salas und Eduard Sola. Für die Produktion waren TV3, Radio Televisión Española, Edebé Audiovisual Licensing, B-Water Studios, ZDF Enterprises und ZDF verantwortlich. Die Musik stammt von Toni M. Mir.
Folgen & deutsche Premiere
1. Der Typ mit dem Regenschirm (5. Okt. 2015)
2. Die Perückenbande (6. Okt. 2015)
3. Katzensuche im Internet (7. Okt. 2015)
4. Eine rätselhafte Hundedame (8. Okt. 2015)
5. Detektivarbeit trotz Hausarrest (9. Okt. 2015)
6. Epidemie im Schloss (12. Okt. 2015)
7. Verdächtige Designerklamotten (13. Okt. 2015)
8. Hausmeister des Grauens (14. Okt. 2015)
9. Verseuchte Erde (15. Okt. 2015)
10. Gartenzwerg im Einsatz (16. Okt. 2015)
11. Die reizende Pantherfrau (19. Okt. 2015)
12. Die Fast-Food-Verschwörung (20. Okt. 2015)
13. Geschmackloser Kunstraub (21. Okt. 2015)
14. Das Schrebergarten-Komplott (22. Okt. 2015)
15. Dandys allererster Fall (23. Okt. 2015)
16. Autodiebstahl am hellichten Tag (26. Okt. 2015)
17. Erpressung im Schultheater (27. Okt. 2015)
18. Das Geheimnis der Wikingerinsel (28. Okt. 2015)
19. Spionage im Baby-Klub (29. Okt. 2015)
20. Das Graffiti an der Schulfassade (30. Okt. 2015)
21. Die verschwundene Zeitkapsel (2. Nov. 2015)
22. Anschlag auf Frau Stratmann (3. Nov. 2015)
23. Diebe auf dem Sommermarkt (4. Nov. 2015)
24. Sabotage am Filmset (5. Nov. 2015)
25. Der Fall auf dem Pferdehof (6. Nov. 2015)
26. Einbruch ohne Diebesgut (9. Nov. 2015)